# Sui Yangdi
Sui Yangdi (隋煬帝T, Suí YángdìP; 569 – Danyang, 11 aprile 618), nato col come di Yang Guang (楊廣T, Yáng GuǎngP), fu il secondo imperatore della dinastia Sui.
Il suo nome originale, Yang Ying, fu cambiato a Yang Guang dopo che suo padre, l'Imperatore Wen, consultò gli oracoli. Divenne principe di Jin dopo che il padre fondò la dinastia Sui nel 581. Nel 588, gli fu concesso il comando di cinque eserciti che invasero con successo la dinastia Chen al sud; questi successi, e le sue macchinazioni contro il fratello maggiore Yang Yong, gli valsero il titolo di principe della corona nel 600. Nel 604, il padre morì, forse per mano di un assassinio organizzato da Yang Guang, il quale ascese al trono come Imperatore Yang.
Diede il via a numerosi progetti edili, come il completamento del Gran Canale e la ricostruzione della Grande Muraglia, che era costata la morte di quasi sei milioni di operai. Ordinò anche numerose spedizioni militari che portò i Sui al loro apogeo; in una di queste, contro il regno di Champa nel Vietnam centromeridionale, migliaia di soldati perirono per la malaria. Queste spedizioni, insieme a una serie di disastrose campagne contro i Goguryeo, uno dei tre regni della Corea, portarono i Sui in bancarotta, e una conseguente rivolta popolare che culminò con l'ascesa di Gao Zu, fondatore della dinastia Tang. Con la Cina del nord in ribellione, l'imperatore trascorse i suoi ultimi momenti a Jiangdu, dove fu poi strangolato da dei sicari del suo generale Yuwen Huaji.
Nonostante le sue azioni, l'imperatore fu generalmente considerato dagli storici tradizionali come uno dei peggiori tiranni della storia della Cina, e il motivo della relativamente breve esistenza della dinastia Sui, provocata effettivamente dalle sue campagne fallimentari contro i Goguryeo e le coscrizioni per esse necessarie, accompagnate da una tassazione sempre crescente e una serie di disordini civili a essa conseguite.

## Biografia
Salito al trono, Yangdi continuò il progetto di suo padre (Sui Wendi), ma in modo più fanatico. Infatti l'imperatore, uomo capriccioso e crudele, spese una quantità enorme di denaro pubblico per costruire e ristrutturare vari monumenti del suo paese. Si pensi che per continuare il progetto della Grande muraglia cinese si contarono sei milioni di morti durante i lavori. Oltre a ciò Sui spese una gran somma di denaro per continue guerre in Corea che si propagarono per tutto il primo decennio dell'anno 600.
Essendo spodestato, l'imperatore tentò un'insurrezione guidando un esercito mercenario, ma fu assassinato nel 618.

## Famiglia
- Genitori:
  - Yang Jian, Imperatore Wen (文皇帝 楊堅; 541–604)
  - Imperatrice Wenxian, del clan Dugu di Henan (文獻皇后 河南獨孤氏; 544–602), nome personale Jialuo (伽羅)
- Consorti e figli:
  - Imperatrice Min, del clan Xiao di Lanling (愍皇后 蘭陵蕭氏; 567–647)
    - Yang Zhao, Imperatore Xiaocheng (孝成皇帝 楊昭; 584–606), primogenito
    - Yang Jian, Principe di Qi (齊王 楊暕; 585–618), secondogenito
    - Principessa Nanyang (南陽公主; 586–630), prima figlia, sposò Yuwen Shiji, Duca di Xincheng (572–642) nel 599, e da lui ebbe un figlio

  - Pin, del clan Xiao (嬪 蕭氏)
    - Yang Gao, Principe di Zhao (趙王 楊杲; 607–618), quartogenito

  - Ignota
    - Una figlia che sposò Li Shimin di Longxi (隴西; 598–649), ed ebbe due figli, tra cui Li Ke

## Nella cultura di massa
- Nella serie televisiva Yeon Gaesomun della SBS del 2006-2007, l'imperatore è interpretato da Kim Kap-soo.